# De vet du
De vet du (egen stavning: Det Vet Du) är en svensk musik- och humorgrupp bildad 2010 på Lidingö av de tre vännerna Christopher Martland, Johan Gunterberg och Tor Wallin. Periodvis har de musikvideor gruppen lagt upp på Youtube fått över en miljon visningar.

## Historik
De Vet Du släppte sin första riktiga musikvideo hösten 2011. Efter att ha släppt en video i månaden fram till våren sattes låtarna ihop till ett album. År 2012 släpptes då debutalbumet Shit Va Pin samt singeln "Fucka ur". Singeln fick efter mindre än ett år på Youtube mer än 250 000 visningar.
Under 2014 fick gruppen göra en version av Pantamera som har över 4.9 miljoner visningar på Youtube. 
År 2013 gjorde Kanal 5 reality-serien ”De Vet Du” som är en komisk webbserie om gruppens liv. Serien är klippt av gruppen själv och driver med deras karaktärer, bland annat genom att aldrig säga Thernells namn eller låta honom tala. Året efter var gruppens medlemmar programledare för Big Brother Extra som sändes på Kanal 9. De har även medverkat i reklamfilmen för Björn Borgs Boxers or Briefs?.
Med över 100 spelningar på ett år utsågs gruppen till Sveriges mest bokade artist år 2013 och vann pris för "Årets musikkanal" vid Guldtuben-galan 2014.
Gruppen tävlade i Melodifestivalen 2017 med låten "Road Trip" där de tog sig till andra chansen och slogs där ut mot FO&O.
2021 valde Thernell att lämna gruppen. 9 Februari 2024 på Berns i Stockholm presterande gruppen att DJ-HUNK är tillbaka i gruppen.

### TV
- 2013 – De Vet Du
- 2014 – Big Brother extra
- 2014 – Panta mera reklam låt
- 2017 – Melodifestivalen
- 2017 – Småstaden

## Diskografi

### Studioalbum
| År   | Albumdetaljer                                                                                           | SVE | Certifikat |
| ---- | --- | --- | ---------- |
| 2012 | Shit Va Pin - Släppt: 27 juli 2012 - Skivbolag: Universal Music - Format: CD, digital nedladdning       | –   | –          |
| 2014 | RadioMusik - Släppt: 11 februari 2014 - Skivbolag: Universal Music - Format: CD, digital nedladdning    | 16  | Guld 2014  |
| 2017 | Skip Rate - Släppt: 18 augusti 2017 - Skivbolag: Universal Music - Format: Digital nedladdning          | –   | –          |
| 2020 | GETING, BEATS & SPORT - Släppt: 19 april 2020 - Skivbolag: Redrum Records - Format: Digital nedladdning | 33  | –          |

### Singlar[9]
| Titel              | Datum | Placering på Sverigetopplistan |
| ------------------ | ----- | ------------------------------ |
| Din Syrra          | 2011  | -                              |
| Bad Boy            | 2012  | -                              |
| Shit Va Pin        | 2012  | -                              |
| Fucka Ur           | 2012  | 35                             |
| BoyBand            | 2012  | -                              |
| Haterz             | 2013  | -                              |
| Kär I En Kändis    | 2013  | 56                             |
| Den Kan Inte Stå   | 2013  | -                              |
| Klä Av Dig Naken   | 2014  | 29                             |
| Pantamera          | 2014  | -                              |
| Swag I Skogen      | 2014  | 59                             |
| Fy Fan Va Stek     | 2015  | 6                              |
| Dansa Som Kungen   | 2015  | 59                             |
| k.R.e.D.d          | 2016  | -                              |
| Road Trip          | 2017  | 3                              |
| Vi Är (Till Mamma) | 2017  | -                              |
| Vi sjunger         | 2018  | 3                              |
| Profil             | 2018  | 20                             |
| Höjer Våra Glas    | 2019  | 12                             |

### Musikvideor
- "Pantamera"
- "Swag I Skogen"
- "Bad Boy"
- "Fy Fan Va Stek"
- "Din Syrra"
- "Kär I En Gamer"
- "Fucka Ur"
- "Dansa Som Kungen"
- "Sture P"
- "Klä Av Dig Naken"
- "Profil"
- "SUPA"